# Sacha Vierny
Sacha Vierny (Bois-le-Roi, Francia, 10 de agosto de 1919-Vannes, Francia, 15 de mayo de 2001) fue un director de fotografía francés. Sus trabajos más conocidos son aquellos en los que colaboró con grandes directores franceses de la Nouvelle Vague como Alain Resnais y, posteriormente, con el director galés Peter Greenaway.

## Biografía y carrera
Hijo de inmigrantes rusos, Sacha Vierny se graduó en el Instituto de Estudios de Cinematografía de París (IDHEC). 
A finales de la década de 1950, Francia se convirtió en la cuna de la innovación cinematográfica en Europa. Los nuevos directores, ayudados en gran parte por los avances en tecnología que permitían abaratar los costes y acercar de este modo la capacidad de hacer cine a las generaciones más jóvenes, reaccionaron contra las estructuras que el cine francés denominado "cinéma de qualité" (cine de calidad) imponía hasta el momento y postularon por la libertad de expresión.
En este ambiente se desarrolló artísticamente Sacha Vierny, que empezaría a dar sus primeros pasos trabajando para Alain Resnais como asistente del director de fotografía Ghislain Cloquet en el documental Nuit et Brouillard. 
Su primer trabajo en un largometraje fue en 1960, en el equipo de Le Bel-âge], de Pierre Kast. Por aquel entonces, Resnais acababa de conseguir financiación para filmar Hiroshima, mon amour, y  contactó con Vierny para que trabajara para la parte de la producción rodada en Francia (de la japonesa se encargaría Mishio Takahasi). El particular estilo de Vierny asoma ya en este filme, con su característico gusto por los claroscuros y las texturas y las amplias gamas de contrastes entre escenas. 
La película, pese a ser ampliamente criticada en algunos de los sectores más conservadores, ganó la Palma de Oro en Cannes en 1959, inaugurando la carrera de Resnais y, junto con él, la de Sacha Vierny. Juntos seguirían trabajando en la gran mayoría de las películas del director L´anée dernière au Marienbad, Muriel, La guerre est finie. Su colaboración y entendimiento tras más de media docena de películas llegó a tal punto que, según declaraciones del propio Resnais, «nos conocíamos tan bien que sólo con verme mirar el visor y moverme arriba y abajo ya sabía qué lente iba a elegir. Podía comenzar a iluminar la escena incluso antes de que le hubiera dicho qué era lo que quería exactamente».
En 1967 Sacha Vierny trabajó en Belle de jour de Buñuel; en el 77 en Baxter, de Duras; en L´hypothèse du tableau volé, de Raúl Ruiz en el 79 y en gran cantidad de películas de bajo presupuesto en las que la estética de Vierny se iría consolidando. Comenzó a destacar su empleo magistral y preciso de la iluminación, caracterizado por lograr obtener una atmósfera envolvente y opulenta gracias al empleo de una gran profundidad de campo que permite descubrir los más pequeños detalles. 
Sin embargo, no sería hasta su primera colaboración con Peter Greenaway, en 1985, cuando de nuevo establecería una relación lo suficientemente estrecha con un director como para poder desarrollar plenamente su estética.
Ambos compartían los mismos gustos por una iluminación casi pictórica, de colores saturados y marcados contrastes, de puestas en escena barroquizantes y sobrecargadas. Llegarían a un gran nivel de entendimiento que les permitió recrear las atmósferas perfectas para películas como Drowning by numbers, The Cook, the Thief, his Wife and her Lover o Prospero´s Books, una peculiar adaptación de la obra The Tempest, de Shakespeare, en la que emplearon tecnologías de manipulación digital de la imagen para lograr conseguir cuidados efectos de superposición de imágenes fotográficas y animaciones. 
El último trabajo de Vierny fue en colaboración con la directora Sally Potter en The Man Who Cried.

## Filmografía
- 1959: Le Bel-âge (Pierre Kast); Hiroshima mon amour (Alain Resnais); Natercia (Kast)
- 1961: L'année dernière à Marienbad (Resnais); La morte saison des amours (Kast)
- 1962: Climats (Lorenzi)
- 1963: Muriel, ou le temps d'un retour (Resnais)
- 1964: Aimez-vous les femmes? (Léon)
- 1966: Belle de jour (Luis Buñuel); La guerre est finie (Resnais); La musica (Marguerite Duras y Paul Seban); De dans van de reiger (Fons Rademakers)
- 1967: Caroline chérie (Denys de la Patellière)
- 1968: Le tatoué (de la Patellière)
- 1969: La main (Glaeser)
- 1970: Bof ou l'anatomie d'un livreur (Claude Faraldo); La nuit des bulgares (Mitrani)
- 1972: Les granges brûlées (Chapot); Le moine (Ado Kyrou)
- 1973: La Sainte Famille (Marchou)
- 1974: Stavisky (Resnais)
- 1975: Je suis Pierre Rivière (Lipinska)
- 1976: Le diable dans la boîte (Lary)
- 1977: Baxter, Vera Baxter (Marguerite Duras); La vocation suspendue (Raúl Ruiz); Eclipse sur un ancien chemin vers Compostelle (Férié)
- 1978: Les aventures de Holly and Wood (Pansard-Besson); Le fils puni (Collin); L'hypothèse du tableau volé (Ruiz); La bravade legendaire
- 1979: Le chemin perdu (Moraz)
- 1980: Mon oncle d'Amerique (Resnais)
- 1981: Beau-père (Bertrand Blier)
- 1982: Lettre de Sibérie (Chris Marker); Les trois couronnes du matelot (Ruiz)
- 1984: L'avenir d'Emilie (Sanders-Brahms); L'amour à mort (Resnais); Clash (Raphaël Delpard); La femme publique (Andrzej Zulawski); Flügel und Fesseln
- 1986: A Zed and Two Noughts (Greenaway)
- 1987: The Belly of an Architect (Peter Greenaway)
- 1988: Drowning by Numbers (Greenaway)
- 1989: The Cook, the Thief, His Wife and Her Lover (Greenaway)
- 1991: Prospero's Books (Greenaway); M Is for Man, Music, Mozart (Greenaway — para la televisión)
- 1992: Rosa (Greenaway)
- 1993: The Baby of Macon (Greenaway)
- 1996: The Pillow Book (Greenaway)
- 1998: Dormez, je le veux (Jouannet)
- 1999: 8 1/2 Women (Greenaway)
- 2000: The Man Who Cried (Campion)